# District de Nacarôa
Le district de Nacarôa est une subdivision administrative de la province de Nampula au nord du Mozambique. En 2007, sa population est de 106 887 habitants.

## Source de la traduction
- (en) Cet article est partiellement ou en totalité issu de l’article de Wikipédia en anglais intitulé « Nacarôa District » (voir la liste des auteurs).